# Кільцева дросельна антена

Патентна схема дросельної кільцевої антени

Кільцева дросельна антена — це спрямована антена, призначена для приймання сигналів супутникової навігації із супутників. Вона складається з кількох концентричних провідних циліндрів навколо центральної антени. Зазвичай дросельні кільця мають висоту у чверть довжини хвилі, щоб створити високоімпедансну поверхню, яка запобігає поширенню поверхневих хвиль зблизу антени та збудженню небажаних мод. В результаті виходить дуже гладенька керована діаграма спрямованості з низькою чутливістю до багатопроменевого поширення. Все дросельне кільце зазвичай має діаметр 300-450 мм і висоту 60 мм або 48 мм.
Перші кільцеві дросельні антени були винайдені в "Лабораторії реактивного руху"; з часу винайдення у 1989 році вони були вдосконалені та дороблені багатьма компаніями. 
Через складну конструкцію антену часто закривають захисним кожухом або радіопрозорим куполом, коли її розміщують на вулиці та вона піддається впливу стихій. 

## Переваги
Кільцеві дросельні антени мають відмінну стабільність фазового центру, чистоту поляризації, придушення випромінювання нижче горизонту та придушування багатопроменевого поширення (відбиття супутникових сигналів від сусідніх предметів). Це робить їх дуже придатними для супутникової навігації. У наземному приймачі супутникової навігації кільцева антена може забезпечувати вимірювання з міліметровою точністю для геодезичних і геологічних вимірів.